# Bunchosia mcvaughii
Bunchosia mcvaughii är en tvåhjärtbladig växtart som beskrevs av W.R. Anderson. Bunchosia mcvaughii ingår i släktet Bunchosia och familjen Malpighiaceae. Inga underarter finns listade i Catalogue of Life.